# Lavenham
Lavenham är en by (village) och en civil parish i Babergh, Suffolk i sydöstra England. Orten har 1 738 invånare (2001).